# Sonja Angelika Strube
Sonja Angelika Strube (* 1968) ist eine deutsche katholische Theologin.
Strube studierte Katholische Theologie, Philosophie und Psychologie in Bonn und Münster. 1999 wurde sie bei Hubert Ritt und Marie-Theres Wacker an der Katholisch-Theologischen Fakultät der Universität Regensburg mit der neutestamentlichen Dissertation „Wegen dieses Wortes…“. Feministische und nichtfeministische Exegese im Vergleich am Beispiel der Auslegungen zu Mk 7,24–30 zur Doktorin der Theologie promoviert. Danach war sie drei Jahre lang Leiterin des Fachbereichs Frauenbildung einer katholischen Akademie, zuletzt wissenschaftliche Mitarbeiterin an der Hochschule Vechta. 2009 habilitierte sie sich an der Kulturwissenschaftlichen Fakultät der Universität Bayreuth mit der Arbeit Bibelverständnis zwischen Alltag und Wissenschaft. Eine empirisch-exegetische Studie auf der Basis von Joh 11,1–46. Es wurde ihr die Lehrbefugnis im Fach Katholische Theologie mit Schwerpunkt Praktische und Biblische Theologie verliehen.
2010/11 war sie Vertreterin des Lehrstuhls für Neues Testament an der Katholisch-Theologischen Fakultät der Johannes Gutenberg-Universität Mainz. Sie ist gegenwärtig Privatdozentin am Fachgebiet Pastoraltheologie / Religionspädagogik innerhalb des Fachbereichs Katholische Theologie der Universität Osnabrück. Dort ist sie auch in der interdisziplinären Post-Doc-Gruppe „Frieden, Religion, Bildung“ am Institut für Islamische Theologie der Universität Osnabrück tätig, wo sie sich mit Rechtskatholizismus und gruppenbezogener Menschenfeindlichkeit im kirchlichen Raum beschäftigt. Im Wintersemester 2020/21 erhielt Strube an der Katholischen Hochschule Mainz die Klara-Marie-Faßbinder-Gastprofessur für Frauen- und Geschlechterforschung des Landes Rheinland-Pfalz im Zusammenhang mit ihren Schwerpunkten der feministische Theologie und der Erforschung des Rechtspopulismus. In ihrer Antrittsvorlesung „Feministische Theologie als psychologisch geerdete Totalitarismuskritik“ schlug Strube laut dem Bericht der Hochschule „einen Bogen von den empirischen Studien des Soziologen Wilhelm Heitmeyer zur feministischen Theologie von Elisabeth Schüssler-Fiorenza. Beide beschäftigen sich mit der Frage, wie es zur Abwertung von Menschengruppen kommt.“ Strube habe aufgezeigt, inwiefern sich „das von Schüssler-Fiorenza entwickelte Modell einer komplexen sozialen Pyramide abgestufter Herrschaft und Unterordnung und die Forschungen Heitmeyers zu Bedingungsfaktoren gruppenbezogener Menschenfeindlichkeit wechselseitig ergänzen können.“ Diese Fragestellung sei brandaktuell „in einer Zeit, in der Verschwörungsmythen, Gewalt und Aggression anscheinend ständig zunehmen.“
Sie ist u. a. Mitglied der Konferenz der Deutschsprachigen Pastoraltheologinnen und -theologen, der European Society of Women in Theological Research, der AGENDA – Forum katholischer Theologinnen, der Bundesarbeitsgemeinschaft Kirchen und Rechtsextremismus und der Gesellschaften für Christlich-Jüdische Zusammenarbeit Münster und Dresden.